# Бовт, Иван Иванович
Иван Иванович Бовт (бел. Іван Іванавіч Боўт, 1930, Минск — 30 декабря 2019, Минск) — советский и белорусский архитектор. Заслуженный архитектор Белорусской ССР (1973). Лауреат премии Совета Министров СССР и премии Совета Министров Республики Беларусь, академик Белорусской академии архитектуры, академик Международной академии архитектуры, председатель правления Союза архитекторов БССР (1977—1980), секретарь Союза архитекторов СССР (1977—1982), член градостроительного совета Госстроя СССР (1977—1981), Госстроя СССР (1968—1982), управления архитектуры Миноблисполкома и Мингорисполкома (многократно), депутат Ленинского районного Совета депутатов трудящихся Минска (1965, 1967).

## Биография
Родился в Минске 20 июля 1932 года в семье государственного служащего, старший из трех детей.
Во время Великой Отечественной войны 11-летний Иван помогал родителям в спасении еврейской девочки Майи, которая ушла из Минского гетто просить подаяния. Он вырыл во дворе яму, в которой семья держала продукты для девочки. В октябре 1943 года во время ликвидации гетто Майе удалось бежать. Она пришла к семье Бовтов, но хотя родителей не было, Иван спрятал Майю в яме, которую он вырыл в саду, и на протяжении следующих двух месяцев ухаживал за ней. Когда риск разоблачения усилился, Майя в сопровождении Ивана оставила Минск, её переправили в деревню, где она и прожила до конца войны.
В 1948 году окончил семь классов средней школы № 33. В юности занимался авиамоделированием, собирался поступать в Московский авиационный институт на авиационного конструктора, но ему отказали из-за того что он с семьей во время войны был в оккупации. Его друг Володя Соколовский (в будущем заслуженный архитектор БССР) сагитировал его подать документы в строительный техникум на специальность «архитектура»
Окончил в 1952 году Минский архитектурно-строительный техникум, в 1961 — Белорусский политехнический институт по специальности «Промышленное и гражданское строительство». В 1952—2001 годах работал в институте Белпромпроект, в 1962—2001 годах — главный архитектор. В январе-июле 1956 г. с группой архитекторов, И. И. Бовт был командирован в Казахстан для разработки генеральных планов и первоочередных объектов целинных совхозов Кокчетавской области. Параллельно в 1966—2009 годах преподавал в БПИ. В 1996—2007 годах директор УП «Творческая мастерская архитектора Бовта И. И.».
Член Союза архитекторов БССР с 1962 года, председатель правления Союза архитекторов БССР в 1978-80 годах. С 1978 года — секретарь правления СА СССР. Член КПСС с 1971 года.

## Основные работы

### Минск
Корпуса заводов — часового (1954—1963, совместно с С. Батковским, Н. Шпигельманом), электронных вычислительных машин (1956—1961, совместно со Шпигельманом), радиозавода (1960—1963), электротехнического (1964—1965), завода холодильников (1959—1975), здание Белниидипросельстрой (1967—1968, совместно с В. Соколовским, Л. Сагаловым), СКБ протяжных станков (1972), Института строительства и архитектуры (1980), НПО «Гранат» (1982-86), «Центр» (1985), фабрика цветной печати, завод «Робот», Автотракторный факультет Белорусского политехнического института (1973), Центр технического обслуживания «Мерседес-Бенц», Дворец хоккея по ул. Притыцкого.

### Брест и другие города
Здания коврового (1960—1965) и чулочного (1965—1968, оба в авторском коллективе) комбинатов, главный объединённый промышленный корпус электролампового и электромеханического заводов (1965—1972, совместно с Н. Афанасьевой, М. Буйловой и др.), предприятия Минлегпищепрома в Бресте, завод карданных валов в Гродно (1981); один из авторов Брестского южного (1973-80, 1-я очередь) и Бобруйского северного (1963—1978) промышленных узлов; комплекс завода «Бобруйсксельмаш» в Бобруйске (1980); Белорусского автомобильного завода (1966—1971, 1-я очередь) и завода тяжелых кузнечных штамповок в Жодино, филиал Минского тракторного завода в Сморгони и др. Ледовые дворцы в Бресте, Витебске, Гомеле.

## Научные работы
Автор более 30 публикаций, 2 монографий (в авторском коллективе).

## Общественная деятельность
В 1977—1982 годах был Председателем правление СА БССР. Дважды в 1965 и 1967 гг. избирался депутатом Ленинского районного Совета депутатов трудящихся г. Минска. Иван Бовт входил в состав градостроительных Советов: Госстроя СССР (1977—1981), Госстроя БССР (1968—1982).
Принимал участие в работе различных международных организаций: Всемирного конгресса архитекторов в Мексике 1978 г., Международного научно-практического симпозиума МСС-ТС66 в Карловых Варах (Чехословакия), симпозиума архитекторов социалистических стран в г. Будапеште, конференции молодых архитекторов БССР в ГДР, Польши. И. И. Бовт был академиком Белорусской академии архитектуры со дня её основания, членом президиума академии, руководителем отделения промышленной архитектуры.